# Dobromil (gmina w województwie lwowskim)
Dobromil – dawna gmina wiejska istniejąca w latach 1934–1939 i 1941–1944 w woj. lwowskim (dzisiejszy obwód lwowski). Siedzibą gminy był Dobromil, który nie wchodził w jej skład, stanowiąc odrębną gminę miejską.
Gminę zbiorową Dobromil utworzono 1 sierpnia 1934 roku w województwie lwowskim, w powiecie dobromilskim, z dotychczasowych jednostkowych gmin wiejskich: Arłamów, Hubice, Kniażpol, Kropiwnik, Kwaszenina, Lacko, Michowa Polana, Paportno, Pietnice, Rosenburg, Tarnawa i Wełykie.
Po wojnie większą część obszaru gminy Dobromil przyłączono do Związku Radzieckiego, jedynie wsie Arłamów, Kwaszenina i Paportno pozostały w Polsce. Paportno stało się gromadą w gminie Rybotycze, a pozostałe wsie włączono do gminy Wojtkowa, które z czasem weszły w struktury państwa arłamowskiego, jako część gminy Ustrzyki Dolne.